# Уйти, вернуться
«Уйти, вернуться» (фр. Partir, Revenir) — кинодрама режиссёра Клода Лелуша.

## Сюжет
Первая часть фильма рассказывает о Лернерах, семье французских евреев, в 1943 году спасающихся от гестапо в сельском поместье богатых аристократов (Анни Жирардо и Жан-Луи Трентиньян). Гестапо удаётся выйти на след беглецов, и их отправляют в концентрационный лагерь.
Действие затем переносится в 1985 год. Дочь Лернеров, Саломе (Франсуаза Фабиан), только что закончившую автобиографию, приглашают участвовать в телепередаче «Апострофы», которую ведёт Бернар Пиво. Пиво пробует представить фильм, который мог бы быть снят по захватывающей истории жизни Саломе. А в это время она, увидев молодого пианиста Эрика Бершо, узнаёт в нём своего брата, которого потеряла давным-давно, в 1943 году, вместе с родителями и который так же, как Бершо, любил Второй концерт Рахманинова.

## В ролях
- Ришар Анконина — Венсан Ривьер
- Эрик Бершо — Саломон Лернер / Эрик Бершо
- Эвелин Буи — молодая Саломе Лернер
- Анни Жирардо — Элен Ривьер
- Моник Ланж — пожилая Саломе Лернер
- Мишель Пикколи — Симон Лернер
- Жан-Луи Трентиньян — Ролан Ривьер
- Франсуаза Фабиан — Сара Лернер
- Мари-Софи Л. – Анжела
- Жан Буиз — кюре
- Шарль Жерар — Тенардо
- Бернар Пиво — камео

## Цитаты
В интервью журналу «Искусство кино» Клод Лелуш сказал:

В [фильме «Уйти, вернуться»] я парадоксальным образом пытаюсь «сбалансировать» самые ужасные последствия войны: мне хочется верить, что те шесть миллионов евреев, которые были столь бесчеловечно уничтожены, присутствуют сегодня в нас — а мы сегодня сильнее и терпимее — и что благодаря этому история человечества развивается не так, как раньше. Они погибли, для того чтобы десятки миллионов людей никогда не стали антисемитами и расистами.